# Hainholz Verlag
Hainholz in Göttingen war ein 1997 von Hans Hainholz gegründeter Buch- und Musikverlag mit angeschlossenem Antiquariatshandel.

## Profil
Der Hainholz-Verlag publizierte ab 1997 sowohl im Bereich der Belletristik (Lyrik und Prosa) als auch in verschiedenen Wissenschaftszweigen. Es gab mehrere Reihen, insbesondere  mit juridischen (Göttinger Studien zur Rechtswissenschaft), musikwissenschaftlichen, kunsthistorischen und historiographischen Veröffentlichungen sowie verlagsgeschichtlichen Untersuchungen.
Neben Fachpublikationen zum Umkreis des Phänomens Stalking erschienen bei Hainholz auch die Gesamtausgaben der Korrespondenzen von bildenden Künstlern und Komponisten, darunter von Traugott Maximilian Eberwein, Jakob Philipp Hackert, Peter Joseph von Lindpaintner, Andreas Romberg, Gaspare Spontini und Thomas Täglichsbeck. Außerdem sind dort verschiedene Kompositionen von Franz Danzi erschienen.